# Роземаріе Котер
Роземаріе Котер (нім. Rosemarie Gabriel, 27 лютого 1956) — німецька плавчиня.
Учасниця Олімпійських Ігор 1972, 1976 років.